# Johann Christoph Sturm
Johann Christoph Sturm (Hilpoltstein, 1635 – Altdorf bei Nürnberg, 1703) è stato un fisico tedesco.
Docente all'università di Altdorf dal 1669, è celebre per aver costruito un termometro differenziale nel 1685 e per aver scritto nel 1697 Physica Electiva, nel quale criticò duramente Gottfried Wilhelm Leibniz che gli rispose nel De ipse natura del 1698.
Era padre di Leonhard Christoph Sturm.

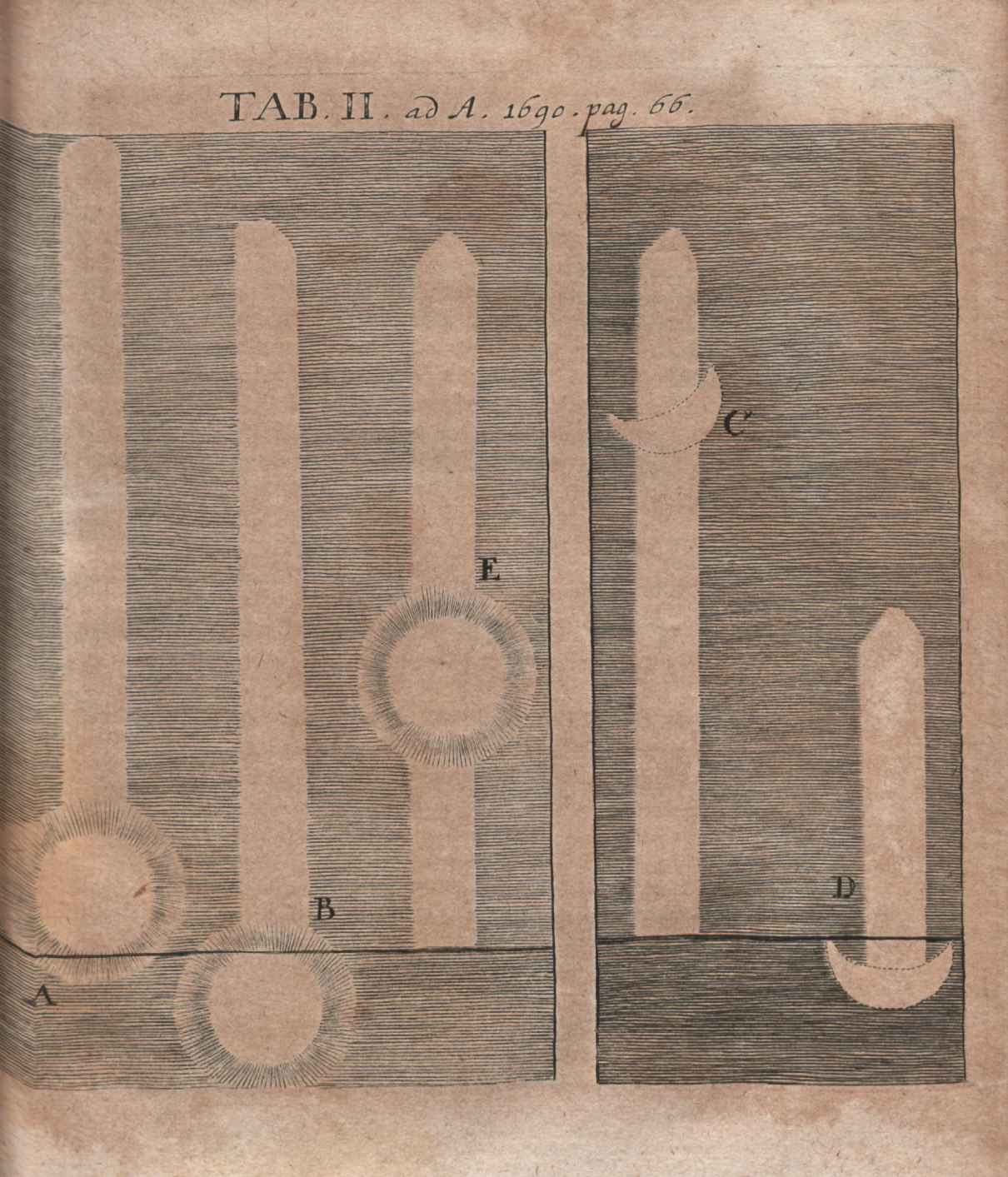
Illustrazione all'articolo Excerpta ex literis... pubblicato sugli Acta Eruditorum del 1690

## Opere

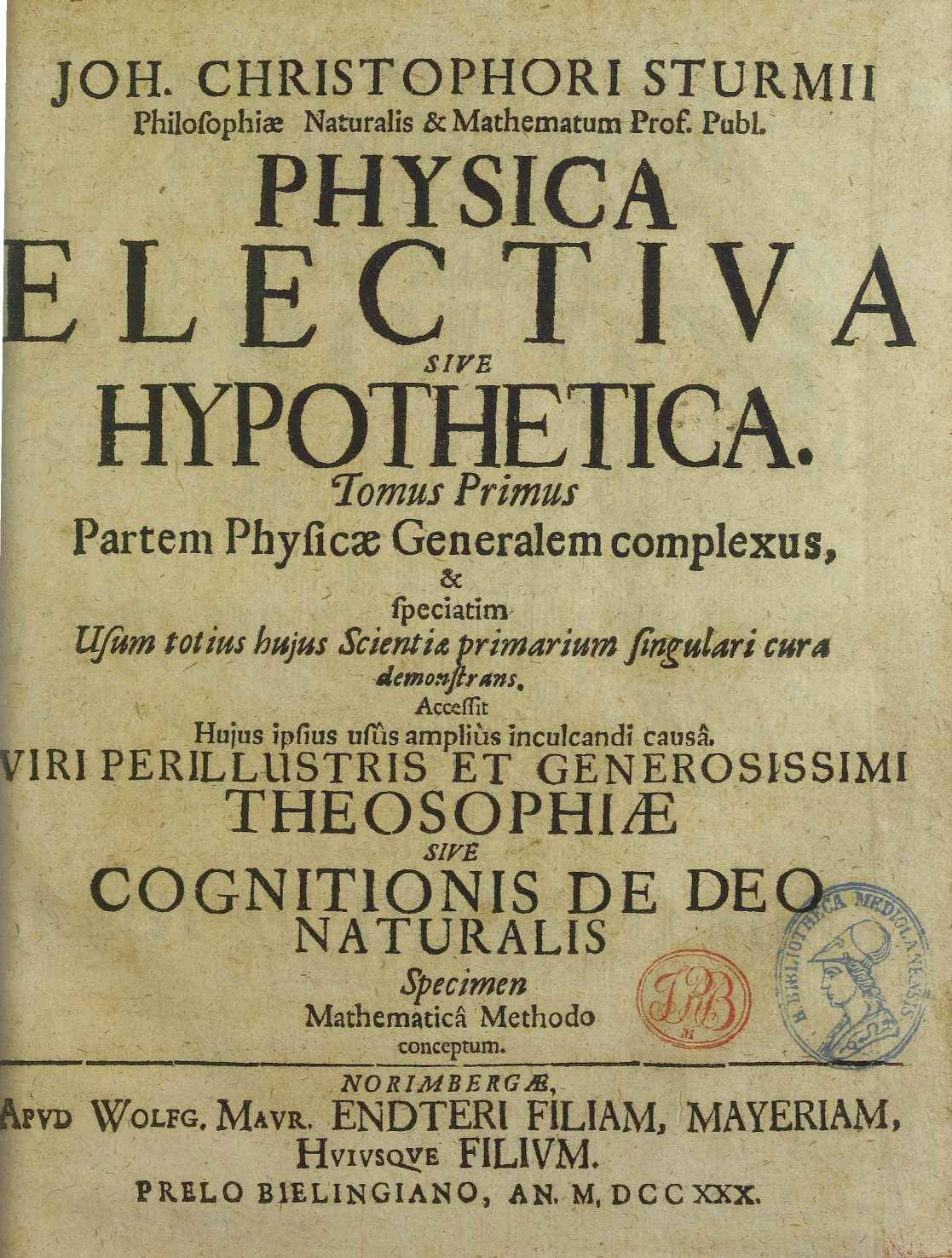
Physica electiva sive hypothetica, 1730

- (LA) Collegium experimentale, vol. 2, Nürnberg, Wolfgang Moritz Endter, 1685.
- (LA) Physica electiva sive hypothetica, Nürnberg, Wolfgang Moritz Endter, Erben, 1730.